# Gerd Werthmüller
Gerd Werthmüller (* 4. November 1948) ist ein ehemaliger deutscher Fußballspieler, der 14-mal für Hertha BSC in der 1. Bundesliga auflief.

## Spielerkarriere

### Jugend
In der Jugend spielte Werthmüller zunächst für den TuS Jägersfreude, von wo er in den Nachwuchs des 1. FC Saarbrücken wechselte.

### 1. FC Saarbrücken
Für die erste Mannschaft des FCS debütierte Gerd Werthmüller als 18-Jähriger in der Regionalliga Südwest und erreichte dort in der Saison 1966/67 Platz zwei hinter Borussia Neunkirchen, scheiterte jedoch in der Aufstiegsrunde zur Bundesliga. Schon in seiner zweiten Saison wurde Werthmüller Stammspieler. Allerdings wurde Saarbrücken nur Fünfter. 1968/69 belegte Werthmüllers Mannschaft hinter SV Alsenborn und TuS Neuendorf den dritten Platz und verfehlte somit knapp die Aufstiegsrunde. Nachdem man 1969/70 Platz 6 und 1970/71 Platz 4 belegt hatte, stürzte der Klub 1971/72 völlig ab und beendete die Saison mit der bis dato schlechtesten Platzierung der Vereinsgeschichte nur auf Platz 12. Nach insgesamt 150 Pflichtspielen mit 50 Treffern verließ Gerd Werthmüller den 1. FC Saarbrücken.

### Hertha BSC
Ab 1972 schnürte Gerd Werthmüller seine Schuhe für Hertha BSC. Unter Trainer Helmut Kronsbein stand er am ersten Spieltag der Bundesliga-Saison 1972/73 umgehend in der Startelf. Seinen Stammplatz verlor er jedoch im Laufe der Saison und spielte am Ende der Spielzeit als Ergänzungsspieler nur noch eine untergeordnete Rolle. Auch wenn sich Werthmüller sicherlich für 1973/74 mehr erhofft hatte, erfüllte sich seine Hoffnung nicht und er absolvierte lediglich drei Partien in der Hinrunde. Nachdem Hans Eder im März als neuer Übungsleiter installiert wurde, spielte Gerd Werthmüller dann gar nicht mehr.

### SV Röchling Völklingen
1974 unterschrieb Gerd Werthmüller einen Vertrag beim in der 2. Bundesliga Süd spielenden SV Röchling Völklingen. Allerdings konnte sich Werthmüller unter Helmuth Johannsen in der Saison 1974/75 nicht durchsetzen. Trotz Platz 13 kam zur Spielzeit 1975/76 mit Herbert Binkert ein neuer Trainer, der Röchling Völklingen auf Platz 6 führte. Werthmüller kam zu den meisten seiner 15 Einsätze jedoch erst in der Schlussphase der Saison. Auch 1976/77 konnte sich Werthmüller nicht festspielen. SV Röchling Völklingen erreichte zwar sportlich den Klassenerhalt, zog sich jedoch aus finanziellen Gründen in die Amateurliga Saarland zurück.